# Гейл (Техас)
Гейл (англ. Gail) — переписна місцевість (CDP) в США, в окрузі Борден штату Техас. Населення — 249 осіб (2020).

## Географія
Гейл розташований за координатами 32°46′2″ пн. ш. 101°27′21″ зх. д. / 32.76722° пн. ш. 101.45583° зх. д. (32.767314, -101.455827).  За даними Бюро перепису населення США в 2010 році переписна місцевість мала площу 5,23 км², з яких 5,21 км² — суходіл та 0,02 км² — водойми.

### Клімат
| Клімат : Гейл         | Клімат : Гейл | Клімат : Гейл | Клімат : Гейл | Клімат : Гейл | Клімат : Гейл | Клімат : Гейл | Клімат : Гейл | Клімат : Гейл | Клімат : Гейл | Клімат : Гейл | Клімат : Гейл | Клімат : Гейл | Клімат : Гейл |
| Показник              | Січ.          | Лют.          | Бер.          | Квіт.         | Трав.         | Черв.         | Лип.          | Серп.         | Вер.          | Жовт.         | Лист.         | Груд.         | Рік           |
| Середній максимум, °C | 14,4          | 16,7          | 21,1          | 26,1          | 30,0          | 33,3          | 34,4          | 33,9          | 30,0          | 25,6          | 19,4          | 15,0          | 25,0          |
| Середній мінімум, °C  | 0,0           | 1,1           | 5,0           | 10,0          | 15,0          | 18,9          | 20,6          | 20,0          | 16,7          | 11,1          | 5,0           | 0,6           | 10,6          |
| Норма опадів, мм      | 15            | 18            | 23            | 33            | 71            | 61            | 53            | 56            | 66            | 48            | 20            | 18            | 483           |
| --------------------- | ------------- | ------------- | ------------- | ------------- | ------------- | ------------- | ------------- | ------------- | ------------- | ------------- | ------------- | ------------- | ------------- |
| Джерело: Weatherbase  |               |               |               |               |               |               |               |               |               |               |               |               |               |

## Демографія
Згідно з переписом 2010 року, у переписній місцевості мешкала 231 особа в 86 домогосподарствах у складі 65 родин. Густота населення становила 44 особи/км².  Було 101 помешкання (19/км²).
Расовий склад населення:
| - 91,3 % — білих - 0,9 % — корінних американців - 0,4 % — азіатів - 6,1 % — осіб інших рас |

До двох чи більше рас належало 1,3 %. Частка іспаномовних становила 21,2 % від усіх жителів.
За віковим діапазоном населення розподілялося таким чином: 28,1 % — особи молодші 18 років, 59,3 % — особи у віці 18—64 років, 12,6 % — особи у віці 65 років та старші. Медіана віку мешканця становила 40,9 року. На 100 осіб жіночої статі у переписній місцевості припадало 97,4 чоловіків;  на 100 жінок у віці від 18 років та старших — 97,6 чоловіків також старших 18 років.
Середній дохід на одне домашнє господарство  становив 70 937 доларів США (медіана — 72 500), а середній дохід на одну сім'ю — 77 397 доларів (медіана — 76 667). 
Цивільне працевлаштоване населення становило 141 особа. Основні галузі зайнятості: освіта, охорона здоров'я та соціальна допомога — 41,1 %, публічна адміністрація — 22,0 %, роздрібна торгівля — 9,9 %, сільське господарство, лісництво, риболовля — 8,5 %.